# Synallaxe renard
Cranioleuca vulpina
Espèce
Répartition géographique
Statut de conservation UICN

 LC  : Préoccupation mineure
Le Synallaxe renard (Cranioleuca vulpina) est une espèce de passereaux de la famille des Furnariidae.

## Répartition et sous-espèces
Selon la classification de référence du Congrès ornithologique international (15.1, 2025) il se répartit en quatre sous-espèces (ordre phylogénique) :
- C. p. apurensis Zimmer & Phelps, 1948 — ouest du Venezuela ;
- C. p. vulpina (Pelzeln, 1856) — du nord-est de la Bolivie au Venezuela, Brésil et nord-est de la Bolivie ;
- C. p. foxi Bond, Meyer de Schauensee, 1940 — Bolivie ;
- C. p. reiseri (Reichenberger, 1922) — nord-est du Brésil.